# FAILE
FAILE ist der Name einer Künstler-Kollaboration, die 1998/99 in Brooklyn gegründet wurde und im Bereich der Street Art, der Urban Art und der Public Art bis heute aktiv ist. Die Gründungsmitglieder sind Aiko Nakagawa, die 2006 FAILE verließ und weiterhin als Lady Aiko aktiv ist, sowie Patrick Miller und Patrick McNeal, die seit 2006 die Köpfe von und hinter FAILE sind. Ihr Studio befindet sich in Williamsburg, Brooklyn.
Der Name FAILE ist ein Anagramm von A-life, ihrem ersten gemeinsamen Projekt 1998 in den Straßen von New York City. Aufgrund der Namensgleichheit zu einer in NYC ansässigen Schuhfirma benannten sie das Projekt 1999 in FAILE um und nannten sich schließlich selbst so.
FAILE gehört zu den kommerziell erfolgreichen Vertretern der Street Art/Urban Art. Durch den Vertrieb ihrer Drucke, Sticker, Leinwände, Stencils, Holzarbeiten etc. auf ihrer eigenen Website und den regelmäßigen Ausstellungen ab 2002 in Europa, Nord-Amerika und Asien wuchs ihr Bekanntheitsgrad; sie waren jedoch weiterhin auch auf der Straße aktiv. Ihren endgültigen Durchbruch erlangten sie, nach eigenen Angaben, 2006 u. a. mit Spank the Monkey. Zudem waren sie 2008, neben Blu, JR und anderen, an der Fassade der Tate Modern vertreten, sowie bei der Portugal Arte 10, stellten 2012 die Wolf Within Sculpture in Ulaanbaatar auf und entwarfen 2013 die Plakate für das New York City Ballet.
Innerhalb ihrer Werke spielen FAILE mit Ambivalenzen wie z. B. Leben-Tod. Wiederkehrende Motive innerhalb ihres Œuvre sind u. a. die Raumfähre Challenger, der FAILE Dog, der Wolfman, Frauenfiguren oder auch verschiedene Oldtimer. Die meisten ihrer Werke sind mit FAILE und/oder 1986, eine Anspielung auf den Challenger-Absturz 1986, signiert.
FAILE bezeichnen sich selbst als Urban Decorators.